# Ignacio Beristain

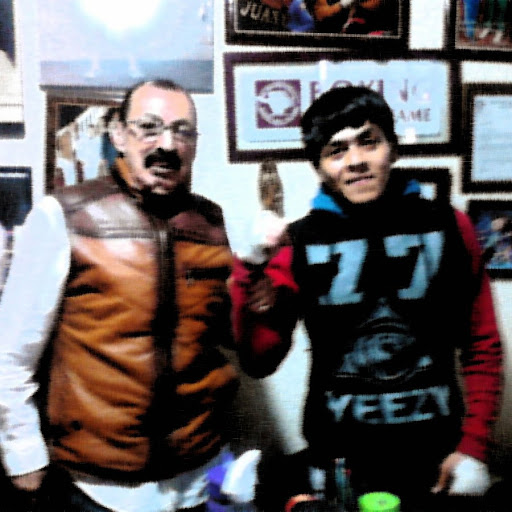
Ignacio Beristain (links) und sein Schüler Jarxen (2016)

Ignacio Beristain (* 31. Juli 1939 in Actopan, Veracruz, Mexiko) ist ein ehemaliger mexikanischer Boxer und aktueller Boxtrainer. Er gilt als einer der besten Trainer der Boxgeschichte.

## Boxkarriere
Bei den Amateuren boxte Beristain im Halbfliegengewicht. Als Profi ablsolvierte er wegen einer Augenverletzung nicht viele Kämpfe und zog sich im Jahre 1959 zurück.

## Trainerkarriere
Das mexikanische Boxteam gewann unter Beristans Leitung mehrere Medaillen bei den Olympischen Spielen. 
Sein erster Profiweltmeister war der Hall of Famer Daniel Zaragoza.
Zu den namhaftesten und bekanntesten Boxern, die Beristan trainierte, gehören unter anderem die mexikanischen Brüder Juan Manuel Márquez und Rafael Márquez, Ricardo López, Gilberto Roman und Humberto González. Er trainierte auch Óscar de la Hoya, als dieser im Jahr 2008 gegen Manny Pacquiao antrat.

### Boxer, die von Beristan trainiert wurden
Unter anderem wurden folgende Boxer von Beristan trainiert:
- Ricardo López
- Juan Manuel Márquez
- Rafael Márquez
- Daniel Zaragoza
- Humberto González
- Victor Rabanales
- Óscar de la Hoya
- Jorge Arce
- Guty Espadas
- Guty Espadas junior
- Alfredo Angulo
- Enrique Sánchez
- Gilberto Roman
- Jhonny González
- Melchor Cob Castro
- Rodolfo Lopez
- Alejandro Barrera
- Abner Mares
- Vicente Escobedo
- Juan Carlos Salgado
- Jorge Paez
- Julio César Chávez junior

## Aufnahme in Ruhmeshallen
Beristan wurde im Jahre 2006 sowohl in die World Boxing Hall of Fame als auch im Jahre 2011 in die International Boxing Hall of Fame aufgenommen.